# كاثرين ماكلين
كاثرين ماكلين (بالإنجليزية: Katherine MacLean)‏ (1925 - 2019)، هي كاتبة خيال علمي أمريكية اشتهرت بقصتها القصيرة في خمسينيات القرن العشرين والتي درست تأثير التقدم التكنولوجي على الأفراد والمجتمع. 

## روابط خارجية
- كاثرين ماكلين على موقع IMDb (الإنجليزية)